# Gonzalo Villagra
Gonzalo Andrés Villagra Lira (Santiago del Cile, 17 settembre 1981) è un ex calciatore cileno, di ruolo centrocampista.